# あっ!とおどろく放送局
あっ!とおどろく放送局（あっとおどろくほうそうきょく）は、株式会社ティー・アンド・エムが2001年（平成13年）4月10日から運営を開始したインターネットテレビ局。2010年（平成22年）9月にそれまでの台東区台東（ホーザンビル）から千代田区外神田に移転、2010年（平成22年）10月1日に社名を「あっとおどろく放送局株式会社」に変更、その後2011年（平成23年）12月1日に運営母体を株式会社バースアップに変更し再始動したが、新局（@TV）立ち上げに伴い2012年（平成24年）6月30日をもって閉局した。

## 概要
「見たい! 出たい! 作りたい!」がキャッチフレーズ。一定の要件を満たせば比較的容易に一般視聴者が番組に出演したり、参加することができた。生放送チャンネルとオンデマンドチャンネルの2つからなり、当時多くのインターネットテレビ局がビデオオンデマンド中心でコンテンツを供給する中、スタジオからの生放送を軸にすえていた。ほとんどの番組が生放送中にメールを募集し、スタッフを介さず直接出演者に届いた。
生放送番組は総じて低予算で、制作スタッフが自ら企画、プロデュース、構成、出演まですべてをこなすこともあった。生放送では原則として、「この番組の目的は」と目的を言ってから番組を始め、放送時間は45分。特番など、1時間を超える場合は55分になることもあったが、2010年（平成22年）10月の移転後は45分になることが多かった。一部の携帯電話でも視聴でき、オンデマンド放送の一部のみ視聴可能で3キャリアに対応した。生放送番組はDUOGATEとYahoo!動画へサイマル放送されて居た事がある。2010年（平成22年）3月18日からUstreamへも本放送を配信していたが、10月の移転後から別の固定カメラによる配信になった。
開局当時の生放送はナローバンド放送56kbps(画面サイズ 240×180)とブロードバンド放送300kbps(QVGA)だった。後のブロードバンド放送は512kbps(VGA)に変更になった。
2009年（平成21年）10月頃から局アナをおき、2010年（平成22年）7月頃までは羽田藍花が務めていた。2010年（平成22年）10月1日からアヴィラの永嶺愛純が務めていたが、別の仕事が決まり継続困難になったため、2011年（平成23年）2月26日をもって退任。それに伴い、2011年（平成23年）3月1日からSAKIが務めることになった。2010年（平成22年）12月3日から西口エンタテインメントの渚も務めた。2011年（平成23年）1月27日頃から、ステーションロゴに卯能ゆなによるナレーションを入れていた。
2009年（平成21年）にロッテリア原宿表参道店内にサテライトスタジオを開設し、同年4月よりこのスタジオから生放送されたが、2010年（平成22年）7月31日をもって同スタジオから放送している番組全ての休止が発表され、（2010年（平成22年）7月18日にサイト上にて）。2010年（平成22年）9月25日をもって閉鎖された。10月1日から秋葉原新スタジオで配信を再開。
2011年（平成23年）、運営母体を株式会社バースアップに変更して以降、急激にコンテンツ力が低下しファン離れが起こった。2012年（平成24年）7月1日になったと同時に、「あっ!とおどろく放送局」を閉局したことを生放送で発表。ホームページも転送され、呆気なく幕を閉じた。新局「@TV」立ち上げのための閉局であったが、同年12月4日、@TVを同年12月25日をもって休止すること、運営母体を株式会社ファイブゼロに移して翌春リニューアルオープンすることを発表した。

## 終了した生放送番組

### 終了日不明
- 織田哲郎のオダテツ辞典
- 生放送試験中
- 生で行きましょう! AKI(元dps)・大和波路・ショーGEKIお嬢・小林未郁・剱伎衆かむゐ・近藤スパ太郎・岩井小百合・宮内知美・Erina・菅原麻里 他)
- 剱伎衆かむゐのWAJA
- 岩井小百合のじゃん!じゃん!バリバリ!!
- 小林未郁のひと仕掛け
- deep deep(dps)
- 12時間生放送 見たい番組計画
- 生キャバクラ大学
- 再見（さいけん）!!ないと。
- しゃべるプロレス
- 下川みくにのNo39
- ふらない・うわの空TV
- 〔特別番組〕お笑いトゥインクルナイト!「カイジコヤマのフルに大喜利」
- 〔特別番組〕あっ!とおどろくECO PARTY ～地球はともだちスペシャル～

### 2006年（平成18年）までに終了
- 小明の「のぞき穴」 (2004年1月10日 - 2005年3月26日)
- 生でおしえて! (? - 2005年6月)
- エンジェル山崎のオトナの調査室 (? - 2005年12月)
- TAP DO!の楽しみまショータイム (? - 2005年12月)
- えん○の映画発表会 (? - 2005年12月)
- 〔特別番組〕あっ!とおどろく ゆく年くる年 2005～2006] (2005年12月31日 - 2006年1月1日)
- 〔特別番組〕見たい!番組“犬”究所～お正月SPだ!ワン!～] (2006年1月1日)
- 1hともみん] (? - 2006年3月)
- 競馬の神様「予想王（キング）」] (? - 2006年3月)
- 競馬格付バトル! (? - 2006年3月)
- Q&英会話 (? - 2006年3月)
- 前田美奈の「のぞき穴」 (? - 2006年4月)
- 世界最弱ハヤト丸道場 (? - 2006年4月)
- 華彩ななの「私を1位に連れてって」 (2005年9月 - 2006年6月)
- えん○劇場](? - 2006年6月)
- 相澤宏使のオヤジック・ノスタルジー! (? - 2006年6月)
- はっぴぃげっちゅう!! (? - 2006年6月)
- 長男ジャーナル (? - 2006年6月)
- ACID・HIDEKI CHANNEL] (? - 2006年8月31日)
- モバHO!ハッピーアワー「モバHO!を探せ!でHAPPY!」] (? - 2006年9月17日)
- ズミヨークのスポーツ大好き (2006年9月)
- あっ!とブログPJ委員会 (2006年9月7日 - 9月28日)
- あっ!とガイド (? - 2006年9月)
- かわいいオトナ (? - 2006年9月23日)
- 下川みくに辞典 (? - 2006年9月)
- モバHO!ハッピーアワー「ランキングでHAPPY!」 (? - 2006年10月27日)
- 〔特別番組〕ECO放送局スペシャル!秋の大収穫際!] (2006年10月30日)
- ガンホースクランブル (? - 2006年12月18日)
- 絢子と幸田の美意識過剰] (2006年12月12日 - 12月26日)
- ペンギンちゃんねる (2006年1月18日 - 12月27日)
- コスプレ@TV ぐるるんぱっ (? - 2006年12月28日)
- 吉田由莉のアイドル丼! (? - 2006年12月9日)
- 晴香葉子のスピリチュアルLives (? - 2006年12月22日)
- 銀蔵御殿 新お江戸伝説 (2006年10月3日 - 12月26日)
- うわの空のカーテン! (? - 2006年12月26日)
- 理子の部屋 (2006年10月7日 - 12月30日)
- 成瀬真尋の「のぞき穴」 (? - 2006年12月30日)
- TAP DO!の楽しみまショータイム2] (? - 2006年12月)
- 〔特別番組〕あっ!と生忘年会2006～もっとだらだらやります～] (2006年12月)
- 〔特別番組〕あっ!とゆく年くる年06－07～当然だらだらです～] (2006年12月31日)

### 2007年（平成19年）終了
- 〔特別番組〕あっ!とモバイル presents モバチャン6～新春スペシャル～  (2007年1月1日 - 1月3日)
- 熱烈!あっ!とマガジン (2006年11月 - 2007年1月5日)
- 世界で一番幸せな私になれる!マジカルTV (2007年1月10日 - 1月31日)
- 直前!あっ!とマガジン (? - 2007年1月)
- ゴーゴーブロガーズ (2007年1月13日 - 3月24日)
- WEタウンBB (2006年5月21日 - 2007年3月25日)
- 辻トオルの自動車用語解説 (2006年11月6日 - 2007年3月26日)
- モバHO!ハッピーアワー「仲良しでHAPPY!」 (? - 2007年3月27日)
- 山本朝海のフリフリmagicbaby (? - 2007年3月27日)
- 美月のMoon live! (2004年10月6日 - 2007年3月28日)
- 井上公造のスーパー芸能 (2007年1月 - 3月28日)
- 今夜もココプラ☆NIGHT (2007年2月7日 - 3月28日)
- Baby Sugar Time (? - 2007年3月28日)
- モバHO!ハッピーアワー「お取り寄せでHAPPY!」 (2006年11月3日 - 2007年3月30日)
- 熱烈!あっ!とマガジン](2007年1月12日 - 3月30日)
- Yahoo! JAPAN「話題人ランキング!!」 (? - 2007年3月30日)
- ヤンキー!どん底からの逆襲メソッド!「小学生でも分かる編」 (2007年1月6日 - 3月31日)
- 北見伸 produce 春の魔女まつり! マジック満開スペシャル!! (2007年3月31日)
- みくに童話 (? - 2007年3月)
- しゃべプロ! (2007年4月3日 - 4月24日)
- 奥村俊一の競馬新理論★バージョン10] (? - 2007年5月26日)
- サバイバルオーディション (? - 2007年6月19日)
- アジアンアキンド松井理悦の「天下取ります」 (2007年1月8日 - 6月25日)
- 今夜は、ビートIT (2007年4月2日 - 6月25日)
- モバHO!ハッピーアワー「株でHAPPY!」 (? - 2007年6月25日)
- ときめきGirlsSide! (? - 2007年6月25日)
- モバHO!ハッピーアワー「乾杯でHAPPY!」 (2007年4月3日 - 6月26日)
- あなたが記者だ!ムービーNIGHTS!（仮） (2007年4月3日 - 6月26日)
- 今夜はMOTTOココプラ☆ナイト (2007年4月4日 - 6月27日)
- モバHO!ハッピーアワー「音楽でHAPPY!」（担当：わたなべヨシコ） (2006年1月25日 - 2007年6月27日)
- 倉田俊相の「Kanaeru TV」] (2006年10月5日 - 2007年6月28日)
- モバHO!ハッピーアワー「水着でHAPPY!」 (? - 2007年6月28日)
- モバHO!ハッピーアワー「検索でHAPPY!」 (2007年4月6日 - 6月29日)
- 昼からメールバトル (2007年4月6日 - 6月29日)
- あっ!とここから・・・ (2007年4月6日 - 6月29日)
- Decoの犬がよろこぶ“ドッグの料理Show!” (2006年12月2日 - 2007年6月30日)
- chakuchaku J.b ハートにホイッスル (2007年3月3日 - 6月30日)
- 山田よう子のHAPPY GIRL (2007年4月7日 - 6月30日)
- モバHO!ハッピーアワー「アキバでHAPPY!」 (? - 2007年6月30日)
- モバHO!ハッピーアワー「モバHO!をGETでHAPPY!」 (2006年9月24日 - 2007年7月1日)
- 神英彰・阿里耶のCrazy☆Night (2007年4月7日 - 7月28日)
- イクラさんの今夜もグッナイト!! (? - 2007年7月31日)
- ポップカルチャーの逆襲 (2007年7月2日 - 8月6日)
- サッチーアワー♪ (2007年7月3日 - 9月18日)
- みんなでつくる海の家 (2007年4月3日 - 9月25日)
- まきのめぐみとKちゃんの内容の無い音楽会 (2007年7月3日 - 9月25日)
- 山本淳一のミリオンダラーハッピー (? - 2007年9月25日)
- bictown presents ハッピーアワー「はせまりのどうにか清純!?」 (2007年7月5日 - 9月27日)
- BeForU「びー+ういんぐす流儀!! ときどき風味?」 (2007年5月4日 - 9月28日)
- KNOWZ DADA ROARの元気が出る放送局 (2007年7月6日 - 9月28日)
- 中澤優子のセクシーエンターテイメント (2007年7月7日 - 9月29日)
- 石川よしひろ＆久保こーじのギリギリウィークエンド (2007年7月8日 - 9月30日)
- リリ☆ハニ.com (2007年7月2日 - 10月22日)
- ユカ オヤマがお送りするエメラルネットTV (2007年9月3日 - 10月29日)
- パチコミチャンネル (2007年5月1日 - 10月30日)
- 松浦ひろみのHAPPY MUSIC (2007年10月2日 - 10月30日) ※ 松浦は10月30日のみ出演。
- エメラルネットTV (2007年11月5日)
- あやリンのなんでも未来形♪ (2007年8月13日 - 11月6日)
- 〔特別番組〕天才ライダー・ノリックを語ろう (2007年12月1日)
- 〔特別番組〕あっ!と生忘年会2007 (2007年12月20日)
- 劇団虎のこの「ドラマティカル・ニュースショー」 (2007年4月7日 - 12月24日)
- bictown presents ハッピーアワー「もっと!株でHAPPY!」 (2007年7月2日 - 12月24日)
- ECO放送局 (? - 2007年12月24日)
- 奈緒ちんのネガ☆ポヂ (2007年7月7日 - 12月25日)
- bictown presents ハッピーアワー「山本淳一のミリオンダラーハッピー」 (2007年10月2日 - 12月25日)
- yokoのHAPPY MUSIC (2007年11月6日 - 12月25日)
- ケイ・グラントのJ-POP CALLING! (2007年7月4日 - 12月26日)
- 竹内綾乃とセカンドライフ大学 (2007年10月3日 - 12月26日)
- bictown presents ハッピーアワー「伊東友香と楠城華子のゆかはなランチ」 (2007年7月3日 - 12月27日)
- 藤井梨花のあれこれヤルンジャー♪ (2007年7月5日 - 12月27日)
- アイドルcheck! (? - 2007年12月27日)
- 昼からメールバトル2.0 (2007年7月6日 - 12月28日)
- Wコロンのととのえていいとも! (2007年7月6日 - 12月28日)
- 今夜もマジあちいぜ!! (2007年10月5日 - 12月28日)
- Star way to The knight! (2007年10月5日 - 12月28日)
- メイドステーション (2007年2月10日 - 12月29日)
- bictown presents ハッピーアワー「ヲタ丼ぶり ～Nice to NEET you!～」 (2007年7月7日 - 12月29日)
- もっとアイドル! (2007年8月4日 - 12月29日)
- 〔特別番組〕視聴者集合!これがホントのオン会 2007 (2007年12月29日)
- イケメンズの「イケてNight☆」 (2007年4月1日 - 12月30日)
- bictown presents ハッピーアワー「宇宙一せまい授業!」 (2007年7月8日 - 12月30日)
- 〔特別番組〕タジーとテリーの「おめでたトーク」 (2007年12月30日)

### 2008年（平成20年）終了
- 〔特別番組〕ゆく年くる年「OLIVER'S WORLD」 (2007年12月31日 - 2008年1月1日)
- 〔特別番組〕お正月だよ!テンポザン! (2008年1月1日)
- まきのめぐみとモノマネエンタメショー (2007年10月2日 - 2008年1月1日)
- 〔特別番組〕ヲタクニュース2007総決算 メイドから鏡音リンまで (2008年1月2日)
- 〔特別番組〕よいこの部屋 (2008年1月3日)
- 〔特別番組〕しおみをみぃ (2008年1月3日)
- 〔特別番組〕アゲツマの「公開笑刑」 (2008年1月3日)
- 〔特別番組〕新春!映画をのんびり語る (2008年1月4日)
- 〔特別番組〕聞いてラッキー!開運!歌ってものまね新年会! (2008年1月4日)
- チョーゼンミュージック Presents 藤丸・ミュージックパーティー (? - 2008年1月30日)
- HAPなりぞっつTIME (2008年1月10日 - 2月14日)
- エクセラ presents 表参道カフェ「Hi TIME」 (2008年1月11日 - 2月15日)
- あっ!とモバイルpresents VANQUISH 石川涼の「いっせーの!!」 (2007年1月2日 - 2008年2月26日)
- あっ!とモバイルpresents AGE OF EP Seijiのうぶ毛のじかん (? - 2008年2月29日)
- 表参道ランデブー「AGE TV」 (2008年1月7日 - 3月24日)
- シネマTIME (2008年1月7日 - 3月24日)
- 犬番－イヌ健康パトロール－ (2007年7月4日 - 2008年3月25日)
- 雄作×TOSHIKIのモテモテ教育TV (2007年10月2日 - 2008年3月25日)
- エクセラ presents 表参道カフェ「T-TIME」 (2008年1月8日 - 3月25日)
- VANQUISH 石川涼の「いっせーの!!」 (2008年3月4日 - 3月25日)
- 姫パラのそろそろ行きましょっか (2007年11月6日 - 2008年3月26日)
- エクセラ presents 表参道カフェ「スマイルTIME」 (2008年1月9日 - 3月26日)
- 表参道ランデブー「メイドステーション」 (2008年1月9日 - 3月26日)
- 藤丸・ミュージックパーティー (2008年2月6日 - 3月26日)
- HAPなショーTIME (2008年4月3日 - 6月26日)
- 表参道ランデブー「とことんアイドル!」 (2008年1月10日 - 3月27日)
- 魔法招会のマジカルシアター (2008年1月10日 - 3月27日)
- エクセラ presents 表参道カフェ「HAPなショーTIME」 (2008年2月21日 - 3月27日)
- 波田陽区の奥までテキーラ (2006年10月6日 - 2008年3月28日)
- 表参道ランデブー「Wコロン・重盛さと美ヒルズ」 (2008年1月11日 - 3月28日)
- レンの部屋 (2008年1月11日 - 3月28日)
- りゆハラ王国 (2008年1月11日 - 3月28日)
- エクセラ presents 表参道カフェ「神保町花月アワー」 (2008年2月22日 - 3月28日)
- AGE OF EP Seijiのうぶ毛のじかん (? - 2008年3月28日)
- リンしゃん☆Q－LOVE (2007年10月6日 - 2008年3月29日)
- エクセラ presents 表参道キッズルーム (2008年1月12日 - 3月29日)
- いい女ごっこ (2008年1月12日 - 3月29日)
- 魂のデモテープ! (2008年1月12日 - 3月29日)
- 表参道サンデーカフェ (2008年1月13日 - 3月30日)
- 白河理子のモコモコサロン (? - 2008年3月31日)
- マサとマキタ「ダイナモおじさん」 (? - 2008年3月31日)
- マミヨとHAAEMの音うたげ (? - 2008年4月28日)
- 伊東友香と楠城華子のゆかはなランチ (2008年1月8日 - 6月24日)
- バッタもん勝ち!! (2007年7月5日 - 2008年6月25日)
- スマイルTIME (2008年4月2日 - 6月25日)
- メイドステーション (2008年4月2日 - 6月25日)
- オッス!フレックスコミックス (2008年2月18日 - 6月26日)
- 史上最強のtoto予想 (2007年4月6日 - 2008年6月27日)
- アクセスジャーナルTV ～記者山岡の取材メモ～ (2007年7月20日 - 2008年6月27日)
- ECO☆スタジオ (2008年1月10日 - 6月27日)
- キッズルーム (2008年4月5日 - 6月28日)
- 時速246のとりあえずお生で! (2008年1月13日 - 6月29日)
- 乙女ディア ～ようこそ!お嬢さま～ (2008年4月6日 - 6月29日)
- 浪漫ハピハピ王国 ワールドエンド (2008年4月6日 - 6月29日)
- 魔法招会の魔法はHAPPY (? - 2008年6月)
- SeijiとNaoyaのうぶ毛のじかん (2008年4月4日 - 7月25日)
- 中澤優子のSexyエンターテイメント (2007年10月6日 - 2008年7月26日)
- 〔夏休み特番2008〕ボードゲーム新大陸 Theライブ! (2008年8月9日)
- 〔夏休み特番2008〕HUSTLE CAT’S EYEの“ナマでハッスル!!” (2008年8月9日)
- 〔夏休み特番2008〕Resolution 宮前真樹 (2008年8月11日)
- 〔夏休み特番2008〕情報誌「TOKYO★1週間」 上半期飲んだくれ反省会議 (2008年8月12日)
- 〔夏休み特番2008〕ゲームで夏休み! スパイクスペシャル] (2008年8月13日)
- 〔夏休み特番2008〕特撮オズボーン参上!好きにしゃべってもいいよね?答えは聞いてない! (2008年8月14日)
- 〔夏休み特番2008〕北見伸&魔女軍団 夏真っ盛り☆マジックスペシャル (2008年8月14日)
- 〔夏休み特番2008〕千綿偉功 生唄生語り (2008年8月15日)
- しゃかりきトランクTV (2007年7月2日 - 2008年8月25日)
- 今日の一宿一通2 (2007年3月 - 2008年9月1日)
- 〔特別番組〕一宿一通2 テッペイ＆ワタル「おかえり」スペシャル!! (2008年9月6日)
- 森山花奈の萌えリンピック (2008年7月4日 - 9月19日)
- AGE TV (2008年4月7日 - 9月22日)
- 凛のHigh更にHIGH↑↑ (2008年4月7日 - 9月22日)
- 音うたげ (2008年5月5日 - 9月22日)
- うわの倶楽部TV (2007年1月9日 - 2008年9月23日)
- 魁!いちご塾〜キャットファイトはここで聞け〜 (? - 2008年9月23日)
- 占え寿々人十色 (2006年10月5日 - 2008年9月25日)
- SAM☆Girlsのサバイバルオーディション (2007年7月5日 - 2008年9月25日)
- Wコロン・重盛さと美ヒルズ (2008年4月4日 - 9月26日)
- はせまりのどうにか清純!? (2007年10月2日 - 2008年9月27日)
- ヲタ丼ぶり ～Nice to NEET you!～ (2008年1月12日 - 9月27日)
- アダチ音楽研究所 (2008年7月12日 - 9月27日)
- 宇宙一せまい授業! (2008年1月13日 - 9月28日)
- カトリーヌ高野のなるほどね～ (2008年7月6日 - 9月28日)
- 森崎愛の四の字熟語 (2008年7月6日 - 9月28日)
- ver2.5TV (2008年7月6日 - 9月28日)
- 安達元一の公開放送作家講座 (? - 2008年9月29日)
- 〔特別番組〕NN ～一夜限りのなぞかけNIGHT～ (2008年9月29日)
- 〔特別番組〕放映直前!! アニメ版「ヒャッコ」祭り!! (2008年10月1日)
- fill in records TV (2008年9月1日 - 10月27日)
- 走れ!マイスペ～ス (2008年4月17日 - 10月30日)
- 〔特別番組〕笑顔を求めて!T&M] (2008年11月27日)
- theSoulとSHOW-YAの「一席二聴」 (2008年10月10日 - 12月19日)
- ギリギリですけどそれが何か? (2008年1月8日 - 12月23日)
- 〔特別番組〕あっ!と生忘年会2008 (2008年12月26日)
- エレジーの胸キュンマンデーナイト (2008年10月6日 - 12月29日)
- 〔特別番組〕千綿偉功 生唄生語り2 (2008年12月30日)
- 〔特別番組〕オジンオズボーンのBUN! BUN! BAN! BAN! 年末特BANG! 特撮トークキバっていこうぜ! (2008年12月30日)
- 〔特別番組〕年末ギリギリ総集編もやりますが何か?] (2008年12月30日)

### 2009年（平成21年）終了
- 〔特別番組〕ゆく年くる年「OLIVER'S WORLD」2008～2009 (2008年12月31日 - 2009年1月1日)
- 〔特別番組〕それ行けテンポザン!新春オールスターSP 2009 (2009年1月1日)
- 〔特別番組〕お正月だよ!Wコロン うまいことヒットパレード! (2009年1月2日)
- 〔特別番組〕新春!映画をのんびり語る2009 (2009年1月3日)
- 〔特別番組〕AGE TV新春SP 学生史上最大の挑戦! (2009年1月4日)
- 〔特別番組〕年始はやっぱり音うたげ 歌って笑ってSP 2009 (2009年1月4日)
- チャレンジステーション (2008年1月9日 - 2009年3月2日)
- 地球はともだち LIVE (2008年7月1日 - 2009年3月3日)
- 出たい!作りたい!局員大集合!! (? - 2009年3月8日)
- 重盛さと美の「突撃!トナリの生電話」 (2008年11月21日 - 2009年3月13日)
- 〔特別番組〕情報誌「TOKYO★1週間」2009年決起集会 (2009年3月15日)
- 音楽本舗藤丸堂 (2008年4月2日 - 2009年3月25日)
- 下川みくにの「392ROOM」 (2007年4月5日 - 2009年3月26日)
- フリスピTV (2008年10月2日 - 2009年3月26日)
- ま～ちゃん&YURIちゃんの「走れ☆マイスペ～ス」 (2008年11月6日 - 2009年3月26日)
- 新堂プロ☆アイドルちゃんねる (2007年7月6日 - 2009年3月27日)
- 舞弥のメロディーカンタービレ (2008年11月14日 - 2009年3月27日)
- 〔特別番組〕納豆動画KINGコンテスト (2009年3月28日)
- ELISAの教えて!アニメ先生 (2009年1月19日 - 3月30日)
- TOSHIKIの芸人パラダイス (2008年4月1日 - 2009年3月31日)
- 〔特別番組〕オジンオズボーン 「春のスーパーヒーロー祭り」 (2009年4月7日、4月21日)
- 週刊アサヒエンターテインメント (2008年11月3日 - 2009年4月27日)
- アバンギャル道 (2006年1月10日 - 2009年4月30日)
- 〔特別番組〕ちぇんばーす＠TV －5th anniversary style－ (2009年4月30日)
- SUPA☆STAR TV (2009年4月1日 - 6月24日)
- 葉山綾の気ままにランジェリー (2008年7月3日 - 2009年6月25日)
- tokage お茶の間☆ミュージック!! (椛田早紀、藤枝秀達) (2009年4月3日 - 6月26日)
- 見たい!番組研究所 (2005年10月 - 2009年6月28日)
- 梨絵Ponのアイドルの絆 (2008年11月3日 - 2009年6月29日)
- 〔特別番組〕オジンオズボーン深夜分け目の戦い オールライダーファン大集合! (2009年6月29日)
- 〔特別番組〕笑いの原石 発掘アワー (2009年7月1日)
- 【特別番組】しゃべプロ!～Emerald legend forever～ (2009年7月2日)
- 〔特別番組〕サッチーアワーZ (2009年7月3日)
- ［特別番組］土ゆる (2009年7月4日)
- 東京渋谷コレクションTV (2009年5月7日 - 7月30日)
- Lovin'☆Girlsのサバイバルオーディション (2008年10月9日 - 2009年8月27日)
- 〔特別番組〕キラキラRADIO+（プラス）生CHU★ ～観ると幸せになる生放送～(終) (2009年9月14日)
- 【特別番組】boobooboo.TV －2時間スペシャル－ (2009年9月16日)
- それ行けテンポザン! (2007年1月6日 - 2009年9月20日)
- 瞬間メタルの地べたから天空へ (2006年7月 - 2009年9月21日)
- T-TIME (河合龍之介、菜葉菜) (2008年4月1日 - 2009年9月22日)
- 〔特別番組〕ラジオ未来塾「カクメイラジオ2009」 (2009年9月21日 - 9月25日)
- ［特別番組］女芸人祭り2009 (2009年9月29日)
- 〔特別番組〕笑いの原石 発掘アワー2 (2009年10月2日)
- ［特別番組］あっ!とアイドルプロジェクト!! (2009年10月3日)
- ［特別番組］土カティーン (2009年10月3日)
- エンタメ120星運占いTV (ゲッターズ飯田) (2008年11月18日 - 2009年12月15日)
- HARU話 (2009年10月13日 - 12月15日)
- 映画大好き!局員・サトシのLIVE (2009年10月5日 - 12月21日)
- レイパー佐藤のオタク天国 (2009年10月12日 - 12月21日)
- 〔特別番組〕あっ!と生忘年会2009 (2009年12月22日)
- ニナファームジャポンPresents 井上昌己の「急がばまわれ」] (2009年4月2日 - 12月24日)
- DCSですけど。 (2009年7月9日 - 12月24日)
- こころcafe (2008年6月3日 - 2009年12月25日)
- ACQUAのじかん (2008年8月1日 - 2009年12月25日)
- TFC世話人 放送作家・水野しげゆきの「業界人釣りクラブ」 (2009年7月10日 - 12月25日)
- tokage お茶の間☆ミュージック2。 (2009年10月10日 - 12月26日)
- 再見!!(さいけん) (? - 2009年12月27日)
- JRC TV (2009年10月5日 - 12月28日)
- 〔特別番組〕セクシー系プロダクション「プライムエージェンシー」のあぶない忘年会 (2009年12月28日)
- やまチャンネル (2007年4月4日 - 2009年12月30日)
- 〔特別番組〕ドッキドキ!TVゲーム超新星 大反省会スペシャル!～年末だから、朝までゲーム大会!!～ (2009年12月30日)
- 〔特別番組〕もっとみんなの願いを叶えたい!ゆく年くる年SP 2009～2010 (2009年12月31日)

### 2010年（平成22年）終了
- 【特別番組】出張!ELISAの教えて!アニメ先生 ～バレンタインSP～ (2010年2月14日)
- サバイバルオーディション (伊藤芽衣、成田ゆうこ) (2009年9月3日 - 2010年2月25日)
- しゃべクリエーター (ホーム・チーム与座嘉秋、時東ぁみ) (2009年3月6日 - 2010年2月26日)
- 井上昌己の「急がばまわれ」 (2010年1月14日 - 3月18日) (「あっ!とNOW」内で放送)
- チャレンジファッションモデル (2009年11月11日 - 2010年3月24日)
- エムPの安達チャンネル (芳賀正光、安達元一) (2004年5月7日 - 2010年3月26日)
- 瑠川リナの「万世橋向上委員会♪」 (2010年1月8日 - 3月26日)
- 山本結のユイチャンネル (2010年1月15日 - 3月26日) (「あっ!とNOW」内で放送)
- J-サポート (2009年4月6日 - 2010年3月29日)
- ドレミ團の「あおぞら伝送路(チャンネル)」 (2010年3月1日 - 3月29日) (「あっ!とNOW」内で放送)
- 【特別番組】ミュージカル『エア・ギア』丸ごと200％生放送SP!(前編・後編)] (2010年3月22日、3月29日)
- 芝碧(しへき)の鏡 (2008年7月18日 - 2010年3月30日)
- 大野かなこぷれぜんつ!「アキ☆アナ」育成計画! (2010年1月5日 - 3月30日) (「あっ!とNOW」内で放送)
- あっ!とみゅーじっく (2003年10月 - 2010年3月31日)
- フリスピTV season2 (2009年10月7日 - 2010年3月31日)
- tokage お茶の間☆ミュージック3。 (2010年1月6日 - 3月31日) (「あっ!とNOW」内で放送)
- 【特別番組】(ブサイク)男がたまには、恋の話でもしようか。 (2010年4月2日)
- 鬼塚綾子の「あ〜ん診療所」 (2009年2月3日 - 2010年5月31日)
- GIRLS TRAIN (2009年1月9日 - 2010年6月25日)
- CHALLENGER'S TV "beehive" (2009年10月4日 - 2010年6月27日)
- UCKのやんちゃ坊主大集合!! (2010年4月4日 - 6月27日)
- 【特別番組】帰ってきたT-TIME (2010年7月1日)
- 【特別番組】あきげんPresents 大喜利ナイト! (2010年7月1日)
- 【特別番組】牧野由依のピュアなハートでドキドキ生放送SP! (2010年7月2日)
- 【特別番組】寝ずゲー～寝ずにボードゲームをやる会。 (2010年7月2日)
- 【特別番組】ゆるゆる企画会議 2010夏 (2010年7月3日)
- あっ!とNOW (2010年1月4日 - 7月16日)
- TOKYO★1週間 TV (2010年4月6日 - 7月20日)
- boobooboo.TV (Baby Boo) (2007年4月4日 - 2010年7月21日)
- ☆スタ缶～レジェンド～☆ (2006年10月1日 - 7月25日)
- ELISAの教えて!アニメ先生 〜2nd season〜 (2009年6月2日 - 2010年7月26日)
- ぶちぬき女芸人 (2010年1月4日 - 7月26日)
- 井上昌己の「急がばまわれ」 (2010年4月5日 - 7月26日)
- グラスハーツ (? - 2010年7月27日)
- 神保町花月アワー (2008年4月4日 - 2010年7月27日)
- TOSHIKI×ジョニーのやってみるか! (2009年4月7日 - 2010年7月27日)
- 佐々木梨絵のワールド・ジャック! (2009年7月7日 - 2010年7月27日)
- ウラケン (ゲッターズ飯田) (2010年1月5日 - 7月27日)
- お笑い××(チョメチョメ)ナイト (? - 2010年7月28日)
- 灼熱のえちうらstyle (2007年4月11日 - 2010年7月28日)
- ドッキドキ!TVゲーム超新星 (2009年7月8日 - 2010年7月28日)
- ドレミ團の「あおぞら伝送路(チャンネル)」Z] (2010年4月7日 - 7月28日)
- どるばこ美女の「ぶっちゃけ本番!」 (2010年5月5日 - 7月28日)
- 折原みかのアバンギャル道 (2009年5月7日 - 2010年7月29日)
- サバイバルオーディション (伊藤芽衣、白珠イチゴ) (2010年3月4日 - 7月29日)
- TFC世話人 放送作家・水野しげゆきの「業界人釣りクラブ」 (2010年4月8日 - 7月29日)
- ジンとチエコの「まさにノリノリ」 (2010年4月9日 - 7月30日)
- Mの劇場 (2010年7月16日 - 7月30日)
- RUF放送局 (2008年8月2日 - 2010年7月31日)
- 恋のジグソーパズル (2010年7月7日 - 9月15日)
- UCKの青少年の健全な育成促進!! (2010年7月4日 - 9月19日)
- 【特別番組】地球はともだち ～AKIBA(秋葉原)48時間生放送!!～ (2010年10月1日 - 10月3日)
- 【特別番組】「Tタイム・ワールド ～2ndシーズン開局記念～」 (2010年10月17日、10月24日)
- コスプレイヤーズ～エリア91 時々岡田～ (2010年10月10日 - 11月7日)
- 【特別番組】モンスターハンターポータブル3rd販売記念! ～狩友集会イベント～] (2010年12月1日)
- 【特別番組】第1回AKIBA萌キュングランプリ2010] (2010年11月10日、11月20日、12月4日)
- 慧と美祐のチャンスを掴め (2010年10月5日 - 12月14日)
- じゅん!じゅん!めぐみ!のアキバ♥大好き (2010年10月7日 - 12月16日)
- サバイバルオーディション (2010年10月4日 - 12月20日)
- 下村ナオコのまる見え♪美容工房 (2010年10月5日 - 12月21日)
- 【特別番組】あっ!と生忘年会2010] (2010年12月22日)
- 【特別番組】あっ!とおどろく放送局クリスマススペシャル] (2010年12月23日)
- すなっく☆ごらんじぇりーず(仮)] (2010年3月4日 - 7月29日、10月8日 - 12月24日)
- ジェネレーションズ・メーカーがおくる「集まれ!こだわり学生」1万人!! (2010年10月9日 - 12月25日)
- お笑い芸人「アンチエイジ」の行き当たりばったり (徳泉信一(アンチエイジ徳泉)、阿部洋佑) (2010年10月10日 - 12月26日)
- 【特別番組】あなたのお悩み解決!励ましMAN。野崎美夫の励まさNight (2010年12月27日)
- 【特別番組】年忘れ感謝祭『あっ!とおどろくC*LOVER』 (2010年12月28日)
- 【特別番組】春日もも!夢の企画 ～ガールズ・パジャマトーク・時々コスプレ!?～ (2010年12月28日)
- 【特別番組】めざせ!アイドル最強雀士!! ～オンライン麻雀ゲーム「Maru-Jan」 BATTLE～ (2010年12月28日)
- 【特別番組】Empty Black Boxの他力本願 年末スペシャル! (2010年12月29日)
- 【特別番組】やまチャンネル・リターンズ face to ace年忘れライブ] (2010年12月29日)
- 【特別番組】無所属の帝王 (2010年12月30日)
- 【特別番組】あいちぃ＆かなっぺの「まぁお茶でもどうぞ( ･∀･)っ旦(ry」 (2010年12月30日)
- 【特別番組】横山美雪の「あっ!とおどろくトークライブ」～年末特番～] (2010年12月30日)
- 【特別番組】あきげんの大喜利ナイト (2010年12月30日)
- 【特別番組】堀口奈津美のサヨナラ2010 (2010年12月31日)
- 【特別番組】ゆく年くる年「OLIVER’S WORLD」2010年～2011年 (2010年12月31日)

### 2011年（平成23年）終了
- 【特別番組】お笑い芸人「アンチエイジの行き当たりばったり」お正月特別編 (徳泉信一、阿部洋佑) (2011年1月2日)
- 【新春特番】庄司ゆうこ・高橋りかの「BB☆ハイツとお正月」 (2010年1月4日)
- 【新春特番】☆まかりな☆の新春!女芸人大集合! (2011年1月4日)
- 【特別番組】帰ってきた!井上昌己の「急がばまわれ」2時間SP (2011年1月4日)
- 制作スタッフ 生でのんびりトーク (2010年12月26日、2011年1月7日)
- 【特別番組】SONG×SONG×TALK ～気になるあの娘のオリジナルソング～ (2011年1月10日)
- 【特別番組】この人が見たい! (2011年3月8日)
- 【緊急特番】笑顔を求めて ～一人でも多くの応援メールを!!～] (2011年3月11日 - 3月20日)
- 【特別番組】春一番!C*LOVER×スマイル学園祭 (2011年3月21日)
- 【特別番組】パイナップリンの大喜利は地球を救う! (2011年3月22日)
- 【特別番組】番組名不明 (遊び屋・青春ダーツ) (2011年3月24日)
- 見たい!出たい!作りたい! (大輪教授) (2009年7月4日 - 2010年7月31日、10月9日 - 2011年3月26日)
- ミッドナイトマサカアワー (2010年7月10日 - 7月31日、10月9日 - 2011年3月26日)
- Tタイム・ワールド～渚のおかえりなさい～ (2010年10月31日 - 2011年3月26日)
- あっ!とシークレットLIVE (2010年11月6日 - 2011年3月26日)
- アヴィラステージ (2010年7月5日 - 7月26日、10月4日 - 2011年3月27日)
- カワコレTV ～女の子たちのカワイイを集めたカワイイコレクション～ (2010年8月8日 - 2011年3月27日)
- メンズアヴィラ (2010年10月10日 - 2011年3月27日)
- ラウンドエンジェル宮下&絹川のテンカウント。～時々 岡田～] (2010年11月14日 - 2011年3月27日)
- 歌姫を探せ!? ～AKIBAからメジャー～] (2011年1月9日 - 3月27日)
- 劇団秋葉 (2010年10月4日 - 2011年3月28日)
- ツーフェイスTV (2010年10月5日 - 2011年3月28日)
- 浜田翔子のハマショーを探せ!] (2010年10月7日 - 2011年3月29日)
- 亀田講義 vs メディチタン八木!? (2010年10月8日 - 2011年3月29日)
- Empty Black Boxの「他力本願!」 (2010年10月6日 - 2011年3月30日)
- 沙耶香とErinaのNo Idol! No Life! (2006年10月 - 2010年7月29日、10月28日 - 2011年3月31日)
- あっ!とAKIBA NOW (永峯愛純、渚、SAKI) (2010年10月4日 - 2011年4月1日)
- デイスイートの泥酔の旅 (2010年10月8日 - 2011年4月1日)
- AKIBA16エンタメTV (2011年1月11日 - 4月1日)
- ボールボーイズムのアキバで球拾い (2011年1月14日 - 4月1日)
- 【特別番組】アキバでハンゲーム] (2011年5月2日)
- 【特別番組】すぎはら美里の「駆け込み寺」 (2011年5月2日)
- 【特別番組】山内明日・のんびりヒトリガタリ (2011年5月23日)
- 【特別番組】ゲキジョー☆ノート (2011年6月5日)
- 【特別番組】奈津子&亜希子 200%ピュアトーク! (2011年6月20日)
- 飛び出せ!あっとろいど (2011年4月2日 - 6月25日)
- アイドルの虎 (2011年4月2日 - 6月25日)
- CodeG!が大好き♪ (石井里佳) (2010年10月5日 - 2011年6月26日)
- ステラ式タロットで運命が変わる!? (2011年4月3日 - 6月26日)
- 松島瑠美のMONDAY NIGHT 20! (2010年10月4日 - 2011年6月27日)
- あっ!とBeauty "RITAのお店" (2011年4月4日 - 6月27日)
- KONANの部屋 (2011年4月4日 - 6月27日)
- tezya ハッピーアワー レインボーロックショー (2011年1月10日 - 6月28日)
- B級Cool Japan (2011年1月11日 - 6月28日)
- 白珠・茜のわんやわんや! (2011年4月5日 - 6月28日)
- ひめのしえすた (AKIRA・深澤翠) (2011年4月5日 - 6月28日)
- 神坂美羽のKが大好き! (2011年4月5日 - 6月28日)
- GAME進行系 (☆まかりな☆) (2011年4月5日 - 6月28日)
- Empty Black Boxの「他力本願!」2] (2011年4月6日 - 6月29日)
- MM TV (2011年4月8日 - 7月1日)
- 【特別番組】姫リアンズTV ウェル亀アキバ (2011年7月18日)
- 【特別番組】復活!ミニスカポリス 夏だから思わず水着にもなっちゃう特別出動!] (2011年7月18日)
- 小見川千明&小松未可子 生放送でフタリゴト!2011 夏] (2011年7月24日) (あっ!とサンデーLIVEで放送)
- 億万ぷらんなー!  (2010年10月28日 - 2011年7月28日)
- opaステーション (2011年5月12日 - 9月8日)
- 山内明日のいつでもマイペース! (2011年7月3日 - 9月18日)
- 暇を持て余した翠とAKIRAの遊び (2011年7月4日 - 9月19日)
- CHAIN the ROCK TV (2011年4月5日 - 9月20日)
- まなみん&いくちぃーの金曜日に!全員集合♥] (2011年4月8日 - 9月23日)
- キラポジョぷりっ♪ (2010年10月6日 - 2011年9月24日)
- 中国のみなさん22時です。日本より愛をこめて (2011年7月3日 - 9月25日)
- はなこちゃんねる (遊び屋) (2011年4月5日 - 9月27日)
- アイオン・キングダム (2011年4月8日 - 9月27日)
- 白珠・茜のわんやわんや!NEXT (2011年7月5日 - 9月27日)
- 紅音ほたると一緒に飲もうよ! (2010年10月6日 - 2011年9月28日)
- ぱすぽ☆ウェブフライトしていんでsky! (2011年1月13日 - 9月28日)
- 美男!イケメンガチンコバトル! (2011年7月6日 - 9月28日)
- JK TV (2011年4月8日 - 9月30日)
- JS TV (2011年4月8日 - 9月30日)
- あっ!とシンデレラガール (クリス松村・上林英代) (2011年4月8日 - 9月30日)
- イケメンTV (2011年7月8日 - 9月30日)
- アリスプロジェクト『あいどるとーく♪☆(*´Д`)ハァハァCH☆』 (2011年10月7日 - 10月28日)
- 【特別番組】アリスプロジェクト特番! (2011年10月10日)
- 小川美那子の「ROOM375」 (2010年5月7日 - 2011年10月27日)
- 【特別番組】楽しいR・I・Pチャンネル (2011年10月28日)
- ゆかちーのビンビン女子放送! (2011年7月8日 - 12月9日)
- 【特別番組】放課後プリンセスのスクランブル生放送! (2011年12月15日)
- おかだゆりえのかくしゅうっ☆ (2011年4月8日 - 12月16日)
- タケミネット (2006年10月21日 - 2010年7月31日、10月23日 - 2011年12月17日)
- ときめき!ウイントアーツ (2011年10月2日 - 12月18日)
- アキバで嗚呼(ああ)、ムシャ修行 (2011年10月3日 - 12月19日)
- あやかと直歩のNo Idol! No Life! (2011年4月14日 - 12月22日)
- GAME進行系2 (2011年7月6日 - 12月22日)
- 折原みかのアバンギャル道2 (2010年10月8日 - 2011年12月23日)
- 桐野澪の夜更かししよ♪ (2010年10月8日 - 11月12日)
  - 桐野澪の夜更かししよ♪時々ダンディー菊地] (2010年11月19日 - 2011年12月23日)
- きんなな!スマイル学園 (2011年10月7日 - 12月23日)
- AKIBAでKEIBA (2011年7月22日 - 12月24日)
- 音楽っていっぱいあるんだね? (2011年11月7日 - 12月26日)
- 柚原凪の『シャカリキ!きゅあコレクション』 (2011年1月11日 - 12月27日)
- 神坂美羽の○○が大好き! (2011年7月5日 - 12月27日)
- パティパラ ～姫様たちのパーティーパラダイス～ (2011年10月11日 - 12月27日)
- やまチャンネルリターンズ (2010年10月6日 - 12月28日)
- 【特別番組】よこくめ勝仁と2011年・日本の政治を振り返ろう! (2011年12月31日)
- 【特別番組】「あっ!とおどろく」2011年→2012年カウントダウン!「モエヤン」のおめでとうごじゃいます (2011年12月31日)

### 2012年（平成24年）終了
- 【特別編】月宮みゆう＋遊び屋の水曜日まであと7時間! (2012年1月3日)
- DECOLOG(デコログ) (2012年1月6日)
- 【特別番組】凛のHigh更にHIGH↑↑新年会SP (2012年1月8日)
- 特番 おかだあゆみのただいまっ! (2012年1月24日)
- 【特番】Lizの見たい!出たい!作りたい! (2012年2月11日)
- 【特別番組】凛のHigh更にHIGH↑↑女子会SP (2012年2月24日)
- 渋沢一葉 feat.リネージュⅡ (2011年11月3日 - 2012年3月1日)
- 佐々木心音の『ココにいるネ!』 (2011年10月28日 - 2012年3月9日)
- 【特別番組】ムサシさん!一緒にボードゲームやりましょう! (2012年3月10日)
- Love Channnel (2012年1月14日 - 3月10日)
- 【特別番組】アイオン・キングダム (2012年3月16日)
- ロマンスターズ ロマすたテイクあうと (2011年9月19日、10月3日 - 2012年3月19日)
- 20-dia (プレディア) (2011年4月6日 - 2012年3月21日)
- モエヤンの「ありがとうごじゃいます」] (2011年7月4日 - 2012年3月21日)
- あやかとまありのNo Idol! No Life! (2012年1月12日 - 3月22日)
- 美佳の一緒にマンガ読み隊 (2012年1月27日 - 3月23日)
- どこまでも行こう♪ (2001年??月??日 - 2010年7月17日、10月16日 - 2012年3月24日)
- 今夜はみんなでOne for All (OFA☆21) (2011年7月9日 - 2012年3月24日)
- 渋谷TV (2010年10月4日 - 2012年3月25日)
- 山口愛実のドキドキ生放送 (2010年10月6日 - 2012年3月25日)
- 中国のみなさん21時です。日本より愛をこめて (2010年10月10日 - 2011年6月26日、10月2日 - 2012年3月25日)
- あっ!とサンデーLIVE (2011年4月3日 - 2012年3月25日)
- 復活!ミニスカポリスあっ!とおどろく緊急出動! (2011年4月3日 - 2012年3月25日)
- You gotta SUNDAY (2011年7月10日 - 2012年3月25日)
- この指とまれ!! (2011年10月7日 - 2012年3月25日)
- T本部長の・・・ (2012年1月8日、1月15日)
  - T本部長のわらしべアイドル (2012年1月22日 - 3月25日)
- OLIVER'S WORLD (2007年4月3日 - 2010年7月26日、10月4日 - 2012年3月26日)
- みんなでMONDAY NIGHT 21! (2011年1月10日 - 2012年3月26日)
- メンズアヴィラの一生懸命!! (2011年4月3日 - 2012年3月26日)
- mimikaの『MUSIC☆VARIETV』 (2011年4月4日 - 2012年3月26日)
- 村上友梨&栗田恵美 ゆりえみ! (2011年7月11日 - 2012年3月26日)
- アイドルカレッジの伝えたいこと (2011年7月11日 - 2012年3月26日)
- ティナのビューティーチャレンジ!! (2011年10月3日 - 2012年3月26日)
- 平山愛子のキレイ学 (2010年10月6日 - 2012年3月27日)
- ママモ☆乃愛の出会い系～ (2011年10月4日 - 2012年3月27日)
- 白珠・茜のわんやわんや!R(レボリューション) (2011年10月4日 - 2012年3月27日)
- 月宮みゆう+遊び屋の水曜日まであと1時間! (2011年10月4日 - 2012年3月27日)
- SIDEWALK ch (2011年7月26日 - 2012年3月27日)
- emieのSweet song (2011年10月4日 - 2012年3月27日)
- アプリ制作所(有) (2012年1月10日 - 3月27日)
- 東京・超人クラブ (2010年10月7日 - 2012年3月28日)
- C*LOVERランド (2011年4月6日 - 2012年3月28日)
- ミュードルGPを探せ! (2011年7月3日 - 2012年3月28日)
- @(あっ!と)ツイッター (2011年10月5日 - 2012年3月28日)
- GAME進行系3 (2012年1月11日 - 3月28日)
- あっ!とおどろく社長の「それ全部やりましょう!!」 (2012年2月1日 - 3月28日)
- 【特別番組】じっくり語ろうC-ZONE (2012年3月28日)
- 重盛さと美のAfter School (2009年4月3日 - 2010年7月30日、10月5日 - 2012年3月29日)
- 島田裕二の格闘ファイティングサーキット (2009年8月20日 - 2012年3月29日)
- あきげんの『旬感』 (2010年10月7日 - 2012年3月29日)
- スマイル学園のたいへんよくできました (2011年4月7日 - 2012年3月29日)
- 木下詩乃と坂本明宏の未確認情報局 (2011年10月6日 - 2012年3月29日)
- 新・RUF放送局 (2010年10月9日 - 2012年3月29日)
- 田辺恵二の「音楽をいっぱい教えてください!」 (2012年1月12日 - 3月29日)
- AKIBA18エンタメTV] (2011年4月4日 - 2012年3月29日)
- Listen to 彬子～music room～ (2012年3月8日 - 3月29日)
- エムPの勝手チャンネル] (2010年4月9日 - 7月30日、10月8日 - 2012年3月30日)
- 一緒に食べよ♪ (2010年10月4日 - 2012年3月30日)
- あっ!とおどろくAKIBA NOW (2011年4月4日 - 2012年3月30日)
- 世界最古の国、日本!! (メディチタン八木) (2011年4月8日 - 2012年3月30日)
- 横山美雪のナマ♡トーク (2011年4月15日 - 2012年3月30日)
- カンフェティch (2011年7月5日 - 9月27日、11月4日 - 3月30日)
- Empty Black Boxの「他力本願!」3 (2011年7月15日 - 2012年3月30日)
- MILLENNIUM CHANNEL (2011年10月7日 - 2012年3月30日)
- 上林英代のアバンギャル道3] (2012年1月6日 - 3月30日)
- パティパラ ～ふらいでぃナイト～ (2012年1月6日 - 3月30日)
- 200% SCHOOL (2012年1月13日 - 3月30日)
- ハタケの弾丸ニューース!! (2012年2月6日 - 3月30日)
- あきば通 in あっ!とおどろく放送局 (2009年6月13日 - 2010年7月24日、10月9日 - 2012年3月31日)
- それいけ!2年ロケッツ組 (2009年10月11日 - 2010年7月25日、10月24日 - 2012年3月31日)
- SAKIのにゃん2パラダイス ～にゃんパラ～] (2010年10月8日 - 2012年3月31日)
- 見たい!出たい!作りたい! (Marry Doll) (2011年4月2日 - 2012年3月31日)
- あっ!とサタデーLIVE (2011年4月2日 - 2012年3月31日)
- Tタイム・ワールド～輝け!ウエストゲートカレッジ～ (2011年4月2日 - 2012年3月31日)
- よこくめ勝仁の総理一直線 (2011年7月2日 - 2012年3月31日)
- 只今、アキバ De メグリアイ厨 (2011年7月2日 - 2012年3月31日)
- ドリームランch (2012年1月7日 - 3月31日)
- ベースボールガールズ55 (2012年2月11日 - 3月31日)
- 【特番】あっ!とおどろく社長のそれ全部やりましょう!強化版] (2012年4月1日)
- ミュードルグランプリは誰だ!? (2012年4月4日 - 4月18日)
- 【特別番組】WANYA隊&C*LOVER (2012年5月1日)
- 【特別番組】楽しいR・I・Pチャンネル (2012年5月4日)
- アプリ制作所(有) vol2 (2012年4月3日 - 5月8日)
- あっ!おどろく社長の「それ全部やりましょう!!強化版」] (2012年4月14日 - 5月12日)
- 【特別番組】脱いだらドッキュン❤ (2012年5月26日)
- 【特別番組】山口愛実のトークチャンネル (2012年6月1日)
- あやかとまありの(2012年4月12日 - 6月14日)
- 新・あきげんの『旬感』 (2012年4月12日 - 6月14日)
- 堀井新太の5時間前のホリデーナイト (2012年1月6日 - 6月15日)
- T本部長のアイドル企画 (2012年4月6日 - 6月15日)
- 山口愛実のトキドキ生放送 (2012年6月15日)
- TCGチャンネル (2012年4月7日 - 6月16日)
- あきば通チャンネル (2012年4月7日 - 6月16日)
- ドリームランch 2nd season (2012年4月7日 - 6月16日)
- 八神蓮&安里勇哉のM(エム)エッグ!! (2011年10月2日 - 2012年6月17日)
- 生ステーション♪ (2012年1月15日 - 6月17日)
- ロケッツのそれでもやります。 (2012年4月1日 - 6月17日)
- 月曜20時!音色(おといろ)フェスタ! (2012年1月16日 - 6月18日)
- 私はこれからアイドル教祖!? (2012年4月2日 - 6月18日)
- Brand X・KSP「ヴィジュアル系通信」 (2012年1月17日 - 6月19日)
- GO GO GO GO GOLD (2012年4月3日 - 6月19日)
- BACS TV ～美男!イケメンガチンコバトル!～] (2011年10月5日 - 2012年6月20日)
- emieのやっぱりSweet song (2012年4月4日 - 6月20日)
- モエヤンの「ありがとうごじゃいます」Z(ゼット)] (2012年4月4日 - 6月20日)
- Empty Black Boxの「他力本願!」4] (2012年4月4日 - 6月20日)
- 井上昌己の「急がばまわれ」 (2011年4月7日 - 2012年6月21日)
- Thursday@TV～AKIBA NOW～ (2012年4月5日 - 6月21日)
- イケメン社長 集まれ! ～平秀信のやりたい放題～ (2012年4月5日 - 6月21日)
- マカロンCafe (2012年4月5日 - 6月21日)
- 放課後スマイル学園 (2012年4月5日 - 6月21日)
- B-Limit.のロケットチャレンジャー (2012年4月5日 - 6月21日)
- ハンラ男子TV (2012年1月6日 - 6月21日)
- One for All Night (2012年4月5日 - 6月21日)
- ファンファンなまこマコプリの骨まで☆トゥギャザー伝説 (2012年4月5日 - 6月21日)
- 秋葉原占い特設会場 (2012年4月5日 - 6月21日)
- 一条蘭と月嶋圭吾の決戦は金曜日 (2011年10月7日 - 2012年6月22日)
- Friday@TV～AKIBA NOW～ (2012年4月6日 - 6月22日)
- 「WBC」ワールドビジネスセレブリティー (2012年4月6日 - 6月22日)
- 月宮みゆう+遊び屋の日曜日までだいぶ先! (2012年4月6日 - 6月22日)
- 上林英代のアバンギャル道4 (2012年4月6日 - 6月22日)
- カンフェティLIVE (2012年4月6日 - 6月22日)
- 横山美雪の大人のホームルーム♥ (2012年4月6日 - 6月22日)
- にゃんパラ ～大人の幼稚園～ (2012年4月6日 - 6月22日)
- いらっしゃいませえりか屋へ (2012年4月13日 - 6月22日)
- いつでも!見たい!出たい!作りたい! (Marry Doll) (2012年4月7日 - 6月23日)
- ミニ四CREW (2012年4月7日 - 6月23日)
- これからベースボールガール55 (2012年4月7日 - 6月23日)
- ふたたび、アキバ De メグリアイ厨なのよ! (2012年4月7日 - 6月23日)
- ネクストシンデレラストーリー 第1章 (2012年4月7日 - 6月23日)
- あっ!とサタデーナイトライブ (2012年4月7日 - 6月23日)
- Aircon TV (2012年4月7日 - 6月23日)
- 私たちがんばるので応援してください! (2012年4月14日 - 6月23日)
- 【特番】お休み前に・・・アイドル妄想部屋 (2012年6月9日、6月23日)
- 秋葉原アヴィラ女学院 中等部 (2010年10月10日 - 2012年6月24日)
- 秋葉原アヴィラ女学院 高等部 (2010年10月10日 - 2012年6月24日)
- テキパキいこーぜ!(基本2人でもたまに1人) (2011年1月2日 - 9月25日、10月9日 - 2012年6月24日)
- 凛のHigh更にHIGH↑↑2 (2012年4月1日 - 6月24日)
- あっ!とサンデーアフタヌーンLIVE (2012年4月1日 - 6月24日)
- 復活!ミニスカポリス あっ!とおどろく珍☆事件簿! (2012年4月1日 - 6月24日)
- カミングスーン (斉藤雅子) (2012年4月1日 - 6月24日)
- ○○○○(マルマルマルマル) (2012年4月1日 - 6月24日)
- You gotta SUNDAY DX (2012年4月8日 - 2012年6月24日)
- life note (2012年4月8日 - 6月24日)
- ブラックリスト (2012年4月8日 - 6月24日)
- Monday@TV～AKIBA NOW～ (2012年4月2日 - 6月25日)
- カロリナとニコラのWonder World (2012年4月2日 - 6月25日)
- 安東由美子の願はくば (2012年4月2日 - 6月25日)
- 浜田ブリトニーのぱねぇch (2012年4月2日 - 6月25日)
- SMA一座 劇団・木本夕貴 (2012年4月2日 - 6月25日)
- ゆりえみ+(プラス) (2012年4月9日 - 6月25日)
- アイドルカレッジの伝えたいこと2 (2012年4月9日 - 6月25日)
- MONDAY NIGHT 21! (2012年4月2日 - 6月25日)
- music jam & World Net.TV (2012年4月2日 - 6月25日)
- Love&Peace OLIVER'S WORLD (2012年4月2日 - 6月25日)
- 放課後プリンセスの「放送部PLEASE!(笑)」 (2012年1月10日 - 6月26日)
- KS-Pの音楽の時間 (2011年1月6日 - 2012年6月26日)
- デ☆ビューch. (2012年4月3日 - 6月26日)
- CHAIN the ROCK TV (2012年4月10日 - 6月26日)
- Tuesday@TV～AKIBA NOW～ (2012年4月3日 - 6月26日)
- 愛eyeタイム (2012年4月3日 - 6月26日)
- C*LOVERランド+Plus (2012年4月3日 - 6月26日)
- アイドル寄セ (2012年4月3日 - 6月26日)
- 小川麻琴のアプリ制作所(有) vol2 (2012年5月15日 - 6月26日)
- 輝く人たち (2010年10月7日 - 2012年6月27日)
- もも☆キリ学園 大放送! (2012年4月4日 - 6月27日)
- GAME進行系GT (2012年4月4日 - 6月27日)
- 一杯のかけそばから始まる夢の国への道 (2012年4月11日 - 6月27日)
- Wednesday@TV～AKIBA NOW～ (2012年4月4日 - 6月27日)
- あっ!とツイッター2.0 (2012年4月4日 - 6月27日)
- すいくぅ1/2 (2012年4月11日 - 6月27日)
- 石井里佳とVanvi織のDream学園 (2012年4月25日 - 6月27日)
- 新!田辺恵二の「音楽をいっぱい教えてください!」 (2012年4月4日 - 6月27日)
- あっとおどろくSpecial3days ～何かが起こる!?～ (2012年6月28日 - 6月30日)

  - @TV (2012年6月28日12時)
  - ロマスタ×チャッキーズ SPECAIL HOUR (2012年6月28日13時)
  - イケメン社長 集まれ! 〜平秀信のやりたい放題〜 (2012年6月28日15時)
  - B-Limit.のRocketCharenger (2012年6月28日16時)
  - 放課後スマイル学園 (2012年6月28日17時)
  - SMA一座 劇団・木本夕貴SP! (2012年6月28日18時)
  - もも☆キリ学園 大放送! (2012年6月28日20時)
  - 復活!ミニスカポリス あっ!とおどろく珍☆事件簿SP! (2012年6月28日21時)
  - 小川麻琴のアプリ制作所(有) vol2 (2012年6月28日23時)
  - すいくぅ1/2番外編～きん12(トゥエルブ)～ (2012年6月29日12時)
  - ミニ四CREW (2012年6月29日13時)
  - 「WBC」ワールドビジネスセレブリティー (2012年6月29日14時)
  - 一条蘭と月嶋圭吾の決戦は金曜日 (2012年6月29日15時)
  - ハンラ男子TV (2012年6月29日16時)
  - 八神蓮＆安里勇哉のM(エム)エッグ!! (2012年6月29日17時)
  - 長谷川愛の音色フェスタSP (2012年6月29日19時)
  - 金曜生アイドルショー (2012年6月29日20時)
  - カンフェティLIVE (2012年6月29日21時)
  - お休み前に・・・アイドル妄想部屋 (2012年6月29日22時)
  - 新!田辺恵二の「音楽いっぱい教えてください」] (2012年6月29日23時)
  - 放課後プリンセスの「放送部PLEASE !(笑)」 (2012年6月30日12時)
  - これからベースボールガールズ55 (2012年6月30日13時・16時)
  - WANYA隊&C*LOVER (2012年6月30日14時)
  - ふたたび、アキバ De メグリアイ厨なのよ! (2012年6月30日17時)
  - ネクストシンデレラストーリー 第1章 (2012年6月30日18時)
  - デ☆ビューCh. (2012年6月30日19時)
  - Aircon TV (2012年6月30日21時)
  - ○○○○(マルマルマルマル) (2012年6月30日22時)
  - あっ!とおどろくSpecialプレゼント企画 (2012年6月30日23時)

### 夜遊びメールバトル! (2005年7月4日 - 2010年7月30日)
- 夜遊びメールバトル月曜 (制作スタッフ ゆーや/寺部章民/制作スタッフ トモ&ハヤト丸/東監督/制作スタッフ おかん) (2005年7月4日-2006年3月27日)
  - 夜遊びメールバトル月曜 (石川久美子) (2006年4月3日 - 9月25日)
  - 夜遊びメールバトル月曜 (小澤栄里) (2006年10月2日 - 12月25日) 全13回
  - 夜遊びメールバトル月曜 (紗久真弓) (2007年1月8日 - 3月26日) 全12回
  - 夜遊びメールバトル月曜 (hitomi) (2007年4月2日 - 6月25日) 全13回
  - 夜遊びメールバトル月曜 (大谷TWINS(大谷柚捺・大谷柚稀)) (2007年7月2日 - 2008年9月22日) 全64回
  - 夜遊びメールバトル月曜 (古池ちあき) (2008年10月6日 - 2009年6月22日) 全37回
  - 夜遊びメールバトル月曜 (深澤ゆうき) (2009年7月6日 - 12月21日) 全24回
  - 夜遊びメールバトル月曜 (築山可奈) (2010年1月11日 - 3月22日)
  - 夜遊びメールバトル月曜 (BAMBOO) (2010年4月5日 - 6月21日)
  - 夜遊びメールバトル月曜 (松島瑠美) (2010年7月5日 - 7月26日) 全4回
- 夜遊びメールバトル火曜  (かわさき愛子) (2005年7月5日 - 2007年3月28日)
  - 夜遊びメールバトル火曜 (ノンスモーキー石井、彩音凛) (2007年4月3日 - 2009年6月23日)、(ノンスモーキー石井、東郷愛弓) (2009年7月7日 - 2010年7月27日) 全167回
- 夜遊びメールバトル水曜 (辻トオル) (2005年7月6日 - 2006年3月29日)
  - 夜遊びメールバトル水曜 (miyo) (2006年4月5日 - 2007年3月28日) 全33回
  - 夜遊びメールバトル水曜 (松浦ひろみ) (2007年4月4日 - 9月19日) ※ 9月26日はピンチヒッターで対応。
  - 夜遊びメールバトル水曜 (石川よしひろ&久保こーじ) (2007年10月3日 - 12月26日) 全13回
  - 夜遊びメールバトル水曜 (294) (2008年1月9日 - 2009年3月25日)
  - 夜遊びメールバトル水曜 (永瀬はるか) (2009年4月1日 - 9月23日)
    - 夜遊びメールバトル水曜 (天然はるかほリック(永瀬はるか・栗本樺歩)) (2009年10月7日 - 2010年1月27日)
    - 夜遊びメールバトル水曜 (三等分) (2010年2月3日) ※ ピンチヒッター
    - 夜遊びメールバトル水曜 (ハルカリフ(永瀬はるか・佐藤イサム)) (2010年2月10日 - 3月24日)

  - 夜遊びメールバトル水曜 (雪花) (2010年4月7日 - 6月23日)
  - 夜遊びメールバトル水曜 (三等分) (2010年7月7日 - 7月28日) 全4回
- 夜遊びメールバトル木曜 (小川智美) (2005年7月7日 - 2006年3月30日)
  - 夜遊びメールバトル木曜  (辻トオル) (2006年4月6日 - 9月28日)
  - 夜遊びメールバトル木曜 (TAKERU) (2006年10月5日 - 2007年9月27日) 全51回
  - 夜遊びメールバトル木曜 (落合祐里香) (2007年10月4日 - 2008年3月27日)
  - 夜遊びメールバトル木曜 (島田朋尚) (2008年4月3日 - 12月25日)
  - 夜遊びメールバトル木曜 (BB☆ハイツ(庄司ゆうこ・高橋りか)) (2009年1月8日 - 12月24日) 全49回
    - 夜遊びメールバトル木曜 (H&C(ハイシー)(高橋りか・桶本ひとみ)) (2010年1月7日 - 6月24日) 全24回
    - 夜遊びメールバトル木曜 (ダブルR(高橋りか・緒川凛)) (2010年7月8日 - 7月29日) 全4回
- 夜遊びメールバトル金曜 (JUN) (2005年7月8日 - 9月30日) 全13回
  - 夜遊びメールバトル金曜 (不明) (2005年10月7日)※ JUNが失踪につき、急遽ピンチヒッターを立てて放送。
  - 夜遊びメールバトル金曜 (小澤栄里) (2005年10月14日 - 2006年9月29日)
  - 夜遊びメールバトル金曜 (浜田翔子&瞬間メタル) (2006年10月6日 - 2009年5月8日)
    - 夜遊びメールバトル金曜 (朝川ことみ&瞬間メタル) (2009年5月15日 - 6月26日) ※ ピンチヒッター

  - 夜遊びメールバトル金曜 (朝川ことみ)  (2009年7月10日 - 2010年4月30日)
  - 夜遊びメールバトル金曜 (桐野澪) (2010年5月7日 - 7月30日)

### みんなの願いを叶えたい! (2009年3月18日 - 2010年9月25日)
- みんなの願いを叶えたい!月曜 (As gloove(りょう、じょーじ)) (2009年3月23日 - 2010年3月29日)
  - みんなの願いを叶えたい!月曜 (ソウルジャンクションズ、TAKERU SOLDIERS) (2010年4月5日 - 9月20日)
- みんなの願いを叶えたい!火曜 (山本淳一、下川みくに) (2009年3月24日 - 2010年3月30日)
  - みんなの願いを叶えたい!火曜 (平山愛子) (2010年4月6日 - 9月21日)
- みんなの願いを叶えたい!水曜 (ビックスモールン、園田智子) (2009年3月18日 - 2010年3月31日)
  - みんなの願いを叶えたい!水曜 (ビックスモールン、くぼたみか) (2010年4月7日 - 9月22日)
- みんなの願いを叶えたい!木曜 (あきげん) (2009年3月19日 - 2010年9月23日)
- みんなの願いを叶えたい!金曜 (橘未憂、朝川ことみ) (2009年3月20日 - 4月10日)
  - みんなの願いを叶えたい!金曜 (ひなみゅうず(橘未憂、雛田みか))  (2009年4月17日 - 2010年4月30日)
  - みんなの願いを叶えたい!金曜 (みぽみゅうず(橘未憂、高山未帆)) (2010年5月7日 - 9月24日)
- みんなの願いを叶えたい!土曜 (Wコロン) (2009年3月21日-2010年4月17日)、(時東ぁみ) (2009年3月21日 - 2010年4月24日)
  - みんなの願いを叶えたい!土曜 (長州小力) (2010年5月1日-9月25日)、(東京ペールワン) (2010年5月8日 - 9月25日)
- みんなの願いを叶えたい!日曜 (金澤カオル) (2009年3月22日 - 2010年3月28日)
  - みんなの願いを叶えたい!日曜 (羽田藍花) (2010年4月4日 - 5月30日)
  - みんなの願いを叶えたい!日曜 (岡田光、春日潤也、大友陸) (2010年6月6日 - 9月19日)

### 一緒に育てよ♪ふれ愛ドル (2010年10月4日 - 2011年4月1日)
- 一緒に育てよ♪ふれ愛ドル月曜 (岡田茜) (2010年10月4日 - 10月25日)
- 一緒に育てよ♪ふれ愛ドル火曜 (☆まかりな☆) (2010年10月5日 - 2011年3月29日)
- 一緒に育てよ♪ふれ愛ドル水曜 (白珠イチゴ) (2010年10月6日 - 10月27日)
  - 一緒に育てよ♪ふれ愛ドル水曜 (白珠イチゴ、岡田茜) (2010年11月17日 - 2011年3月30日)
- 一緒に育てよ♪ふれ愛ドル木曜] (徳井りか) (2010年10月7日 - 2011年2月10日)、(寿香) (2010年10月7日 - 2011年3月31日)
- 一緒に育てよ♪ふれ愛ドル金曜] (三等分) (2010年10月8日 - 2011年4月1日)